# Chala (Kerala)
Chala es una ciudad censal situada en el distrito de Kannur en el estado de Kerala (India). Su población es de 17088 habitantes (2011). Se encuentra a 8 km de Kannur y a 86 km de Kozhikode.

## Demografía
Según el censo de 2011 la población de Chala era de 23030 habitantes, de los cuales 7698 eran hombres y 9390 eran mujeres. Chala tiene una tasa media de alfabetización del 96,72%, superior a la media estatal del 94%: la alfabetización masculina es del 97,84%, y la alfabetización femenina del 95,83%.